# Oxybaphus
Oxybaphus es un género de plantas herbáceas caducas o perennes de la familia Nyctaginaceae. Comprende 25 especies descritas y de estas, solo 8 aceptadas.

## Taxonomía
El género fue descrito por L'Hér. ex Willd.  y publicado en Species Plantarum. Editio quarta 1(1): 170, 185. 1797. La especie tipo es: Oxybaphus viscosus (Cav.) L'Hér. ex Choisy.  

## Especies aceptadas
A continuación se brinda un listado de las especies del género Oxybaphus aceptadas hasta octubre de 2014, ordenadas alfabéticamente. Para cada una se indica el nombre binomial seguido del autor, abreviado según las convenciones y usos.	
- Oxybaphus brandegeei (Standl.) Weath.
- Oxybaphus cordifolius Kuntze ex Choisy
- Oxybaphus corymbosus (Cav.) Standl.
- Oxybaphus cucullatus (C.A. Mey.) Choisy
- Oxybaphus himalaicus Edgew.
- Oxybaphus nyctagineus (Michx.) Sweet
- Oxybaphus polytrichus (Standl.) Barneby
- Oxybaphus pratensis (Standl.) Weath.